# Sigmund Holbein

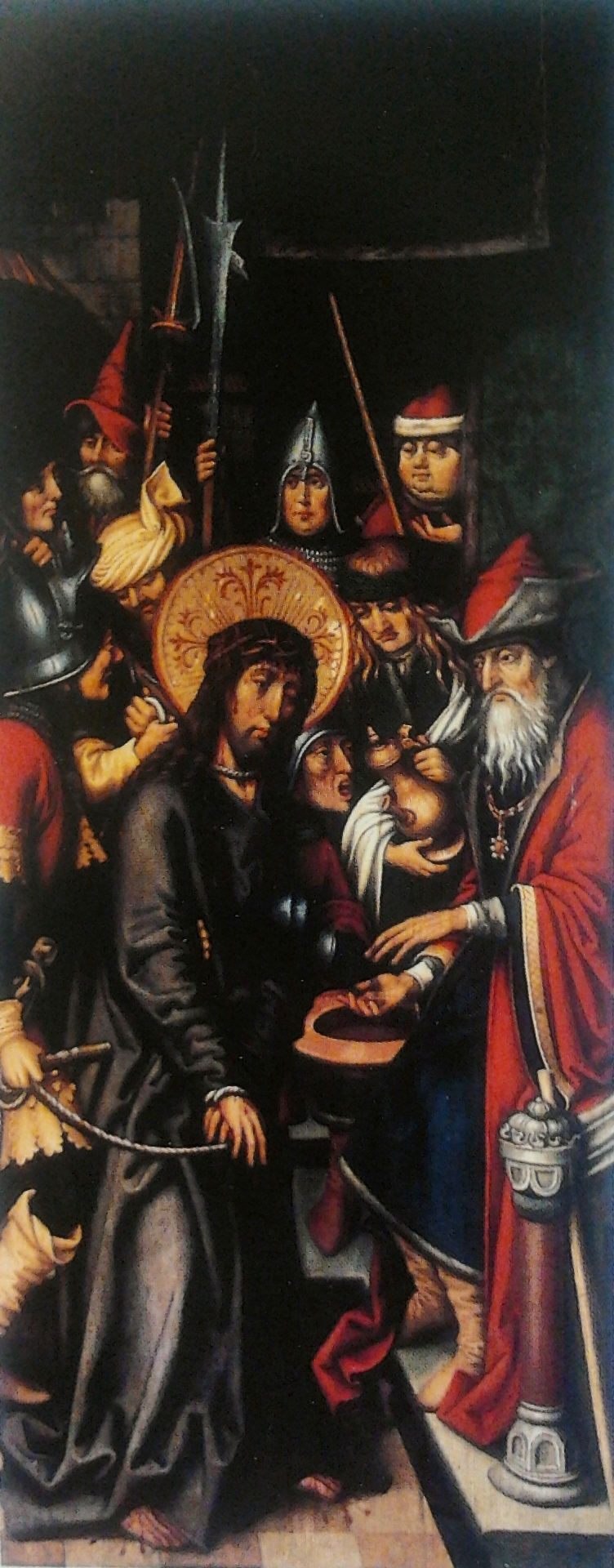
Chrystus przed Piłatem (1498-1500)

Sigmund Holbein (ur. ok. 1470 w Augsburgu, zm. 18 listopada 1540 w Bernie) – niemiecki malarz wczesnego renesansu, brat Hansa Holbeina St.

## Życiorys
Do 1517 związany był z pracownią swojego starszego brata Hansa, u którego prawdopodobnie się uczył. Jego dorobek został zrekonstruowany hipotetycznie dopiero w 1955 roku. Malował głównie obrazy religijne.

## Wybrane dzieła
- Chrystus przed Piłatem –  1498-1500, Muzeum Narodowe w Warszawie
- Biczowanie –  1498-1500, Muzeum Narodowe w Warszawie
- Chrystus w domu Szymona –  ok. 1500, Muzeum Sztuki w Bazylei
- Męczeństwo św. Bartłomieja –  1504, Galeria Obrazów Starych Mistrzów w Dreźnie
- Wejście Marii do świątyni –  1512, Stara Pinakoteka, Monachium
- Ofiarowanie w świątyni –  1512, Stara Pinakoteka, Monachium